# Manorbier Castle
Manorbier Castle (walisisk: Castell Maenorbŷr) er en normannisk borg, der ligger i Manorbier, ca 8 km sydvest for Tenby, Wales. Den blev grundlagt i slutningen af 1000-tallet af den normanniske de Barry-familie. Borgen er en del af mesne lordshippet der var kontrolleret af jarlerne af Pembroke.